# Volkswagen ID.3
De Volkswagen ID.3 is een volledig elektrisch aangedreven compacte middenklasseauto geproduceerd door het Duitse automerk Volkswagen. De ID.3 is leverbaar als vijfdeurs hatchback onder het ID-label. De wagen wordt aangedreven door een achterliggende motor met overbrenging op de achterwielen.

## I.D. Concept
De ID.3 werd als concept voor het eerst getoond op de Mondial de l'Automobile 2016 in Parijs. Het was het eerste conceptmodel van het nieuwe volledig elektrische I.D. submerk. Volgens Volkswagen heeft de I.D. aanbevolen innovaties zoals virtuele buitenspiegels (met behulp van videocamera's), een "chocoladereep" -batterijontwerp en intrekbare LiDAR-sensoren die worden gebruikt voor autonoom rijden, die niet allemaal de productieversie hebben gehaald. 

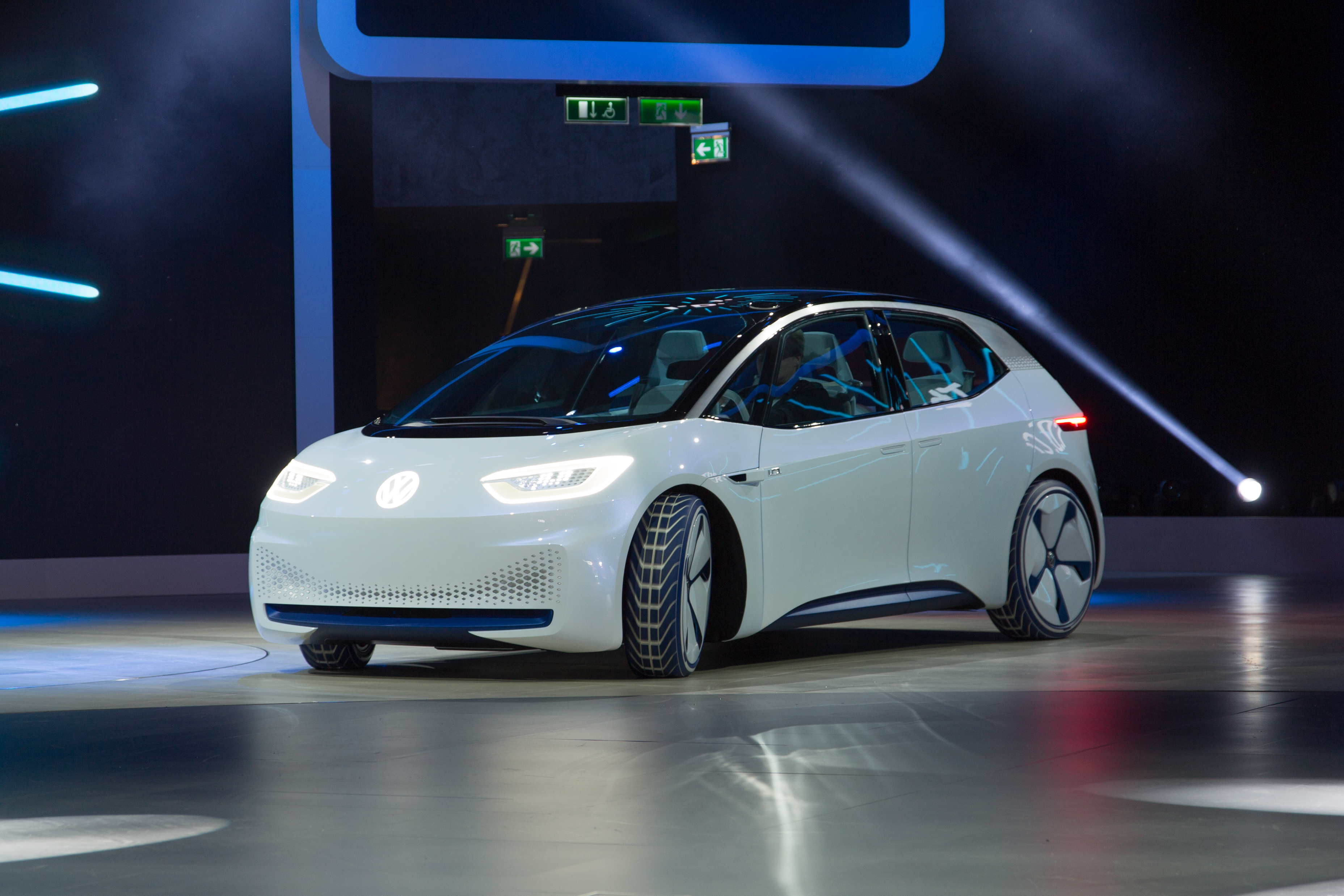
Volkswagen I.D. Concept op de IAA Frankfurt 2017
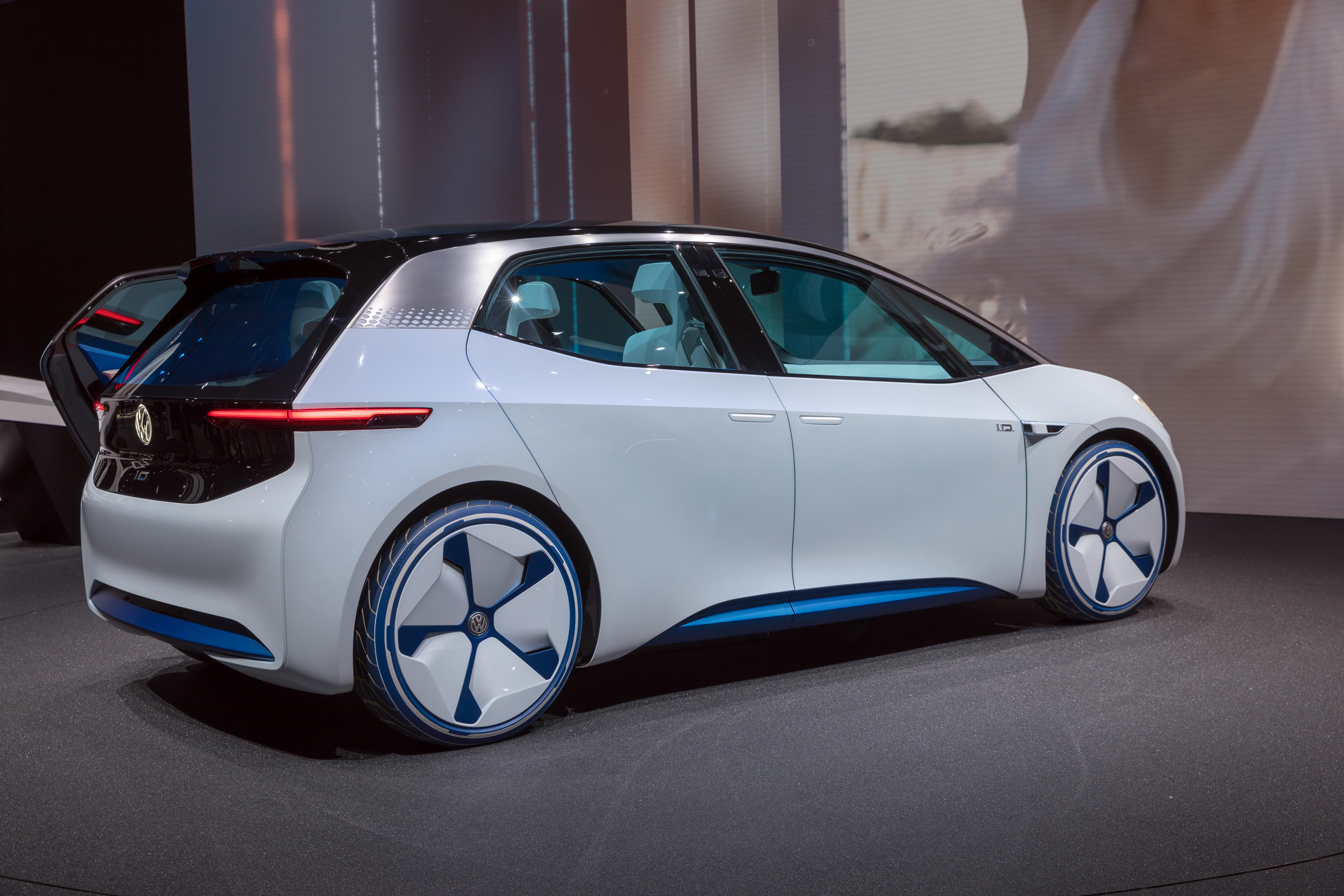
Volkswagen I.D. Concept op de Autosalon van Genève 2018

## Productiemodel
In mei 2019 bevestigde Volkswagen dat het productiemodel op basis van dit prototype Volkswagen ID.3 heette, in plaats van de geruchten I.D. Neo-naam. De ID.3 is een van de vijf nieuwe Volkswagen-modellen op basis van het MEB-platform. Er worden kleinere auto's verwacht met de namen ID.1 en ID.2 en grotere modellen zullen variëren van ID.4 tot ID.9. Volkswagen heeft ook merkbescherming aangevraagd voor een extra "X", zogenaamd voor een SUV. Reserveringen (€ 1000) voor het lanceringsmodel van de ID.3 begonnen op 8 mei 2019, die medio 2020 zou worden geleverd, terwijl het basismodel, dat naar verwachting minder dan € 30.000 zal kosten, in 2021 zal worden geleverd. Volkswagen noemde een hoge verwachte vraag als reden. Het ontving 10.000 reserveringen van kopers binnen 24 uur nadat de pre-orders waren geopend en 30.000 vóór de onthulling op IAA 2019. De detailhandelsleveringen begonnen in september 2020 in Duitsland.
De productieversie van de ID.3 werd op 9 september 2019 onthuld op de Frankfurt Motor Show (IAA), samen met het nieuwe Volkswagen-logo en de nieuwe huisstijl. De auto's worden geassembleerd in de Volkswagen-fabriek in Zwickau, waar het bedrijf verwacht dat de volledige fabriekscapaciteit (330.000 auto's per jaar) vanaf 2021 elektrische auto's zal produceren op basis van het MEB-platform voor de Volkswagen Group.

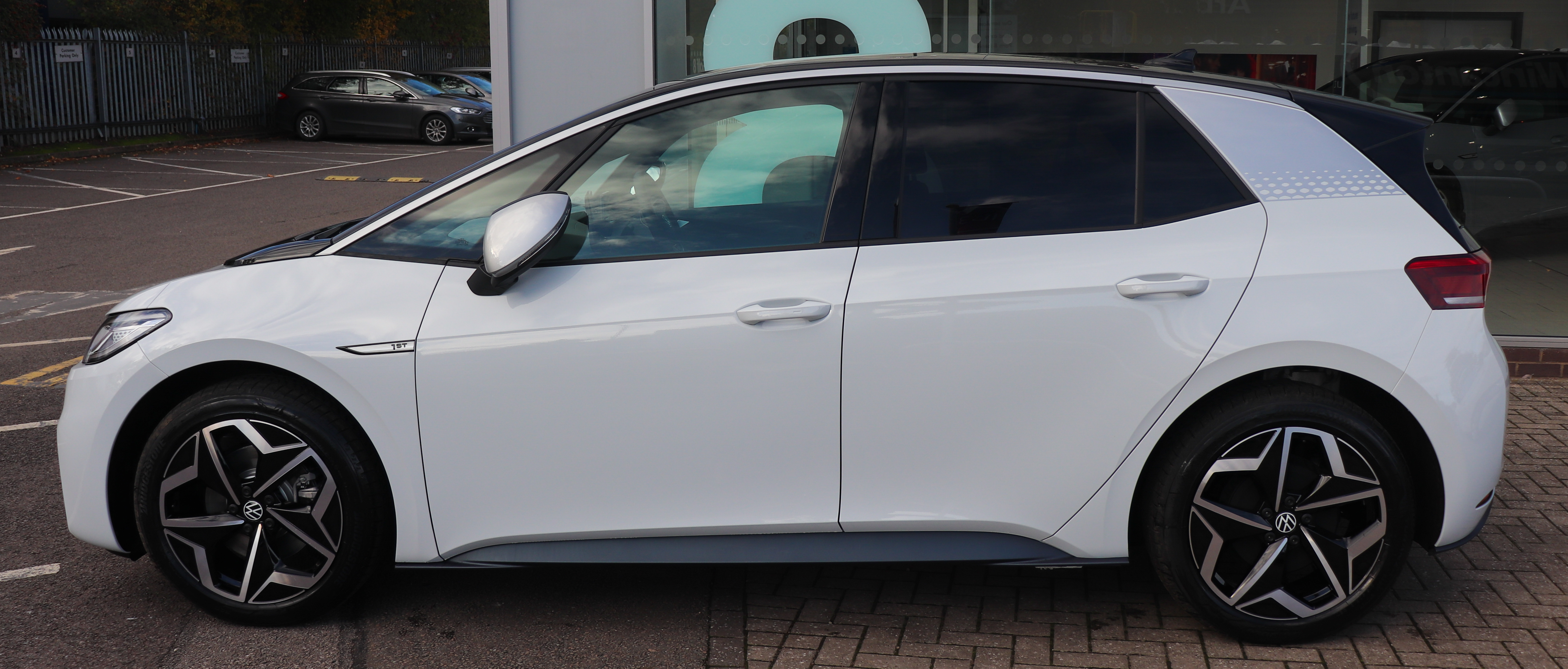
Volkswagen ID.3 1st (zijkant)
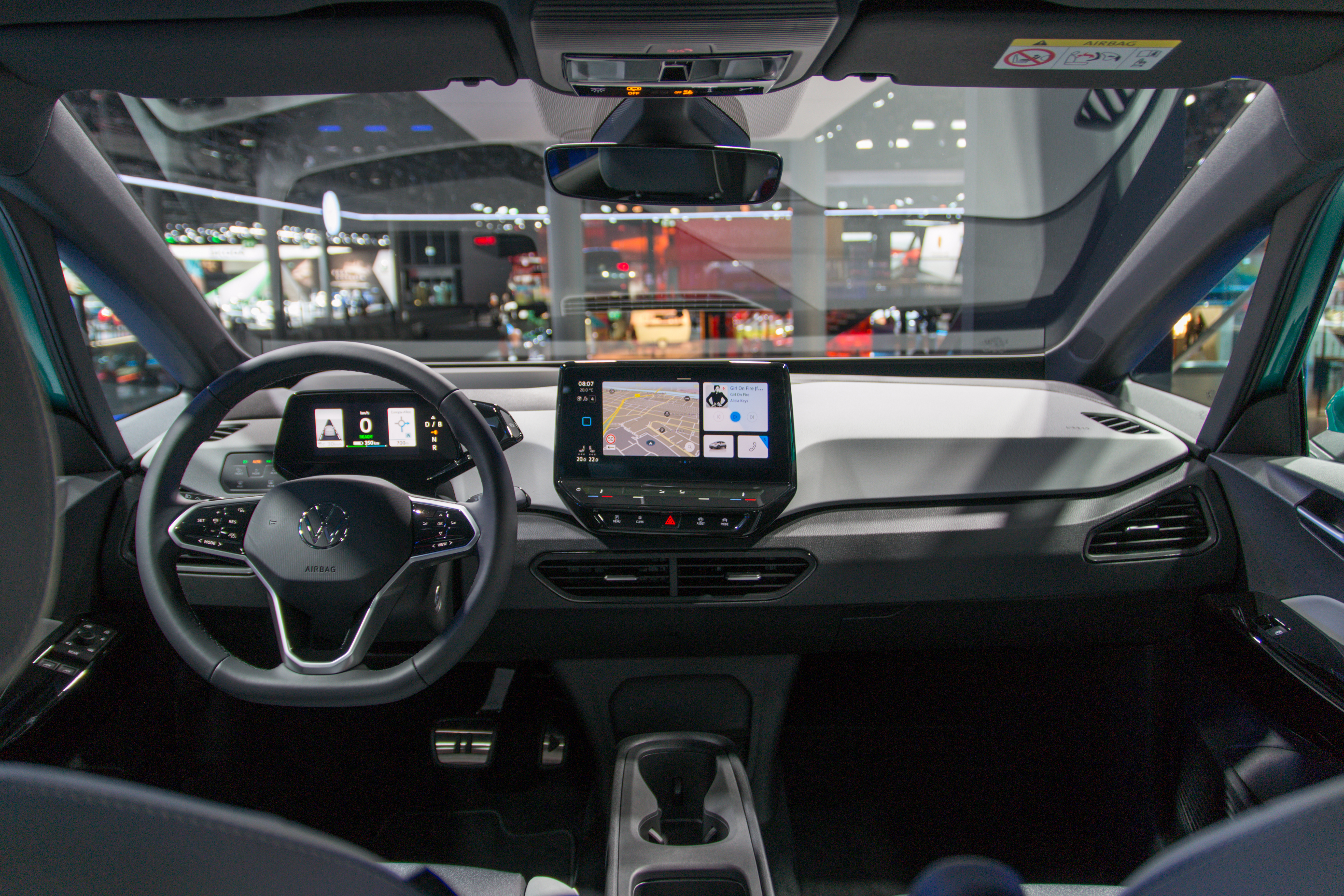
Interieur

### Specificaties
De ID.3 wordt in 2021 met drie verschillende batterijuitvoeringen geleverd
| Modelnaam                                   | ID.3 Pure Performance       | ID.3 Pro         | ID.3 Pro Performance   | ID.3 Pro S                            |
| ------------------------------------------- | --------------------------- | ---------------- | ---------------------- | ------------------------------------- |
| Batterijcapaciteit volledig/bruikbaar (kWh) | 48 / 45                     | 62 / 58          | 62 / 58                | 82 / 77                               |
| Aandrijving                                 | Achterwielen                | Achterwielen     | Achterwielen           | Achterwielen                          |
| Beschikbaar                                 | Vanaf 2021                  | Vanaf 2021       | Vanaf september 2020   | Vanaf 2021                            |
| Bereik (NEDC)                               | Nog niet bepaald            | Nog niet bepaald | Nog niet bepaald       | Nog niet bepaald                      |
| Bereik (WLTP)                               | 330 km                      | 420 km           | 420 km                 | 550 km                                |
| Prestaties (0-100 km/h)                     | 8,9 s                       | 9,6 s            | 7,3 s                  | 7,9 s                                 |
| Vermogen (kW)                               | 110 kW (150 pk)             | 107 kW (145 pk)  | 150 kW (204 pk)        | 150 kW (204 pk)                       |
| Koppel (Nm)                                 | 275 Nm                      | 275 Nm           | 310 Nm                 | 310 Nm                                |
| Verbruik (WLTP)                             | 15,4 kWh/100 km             | 15,4 kWh/100 km  | 15,6 - 14,5 kWh/100 km | 15,7 - 15,8 kWh/100 km                |
| Topsnelheid (km/h)                          | 160 km/h                    | 160 km/h         | 160 km/h               | 160 km/h                              |
| Gewicht (kg)                                | 1772 kg                     | 1812 kg          | 1812 kg                | 1928 - 1935 kg                        |
| DC-DC oplaadvermogen (kW)                   | Tot 110 kW, 50 kW standaard | Tot 120 kW       | Tot 120 kW             | Tot 125 kW                            |
| AC oplaadvermogen (kW)                      | 7,2 kW                      | 7,2 kW           | 11 kW                  | 11 kW                                 |
| Zitplaatsen                                 | 5                           | 5                | 5                      | 4 of 5, afhankelijk van de uitvoering |

De varianten van 77 kWh hebben vier en vijf zitplaatsen; de overige varianten bieden plaats aan vijf personen. Alle behalve de 77 kWh-variant hebben een optioneel panoramisch dak. De 77 kWh-varianten hebben vier- en vijfzitsopties; de anderen bieden plaats aan vijf personen. Alle behalve de 77 kWh-variant hebben een optioneel panoramisch dak dat kan worden gecombineerd met een fietsendrager op een steunhaak aan de achterkant. Het MEB-platform ondersteunt opladen tot 125 kW volgens de CCS-standaard. De 58 kWh-versie ondersteunt 120 kW DC-laden. De luchtweerstandscoëfficiënt van de auto is 0,267, het frontoppervlak is 2,36 vierkante meter en de minimale draaicirkel is 10,2 m.